# Roser Salicrú i Lluch
Roser Salicrú i Lluch (Mataró, 8 d'agost de 1967) és doctora en geografia i història medieval per la Universitat de Barcelona (UB) (1996). És Investigadora Científica al Departament de Ciències Històriques-Estudis Medievals de la Institució Milà i Fontanals (IMF) del Consell Superior d'Investigacions Científiques (CSIC) a Barcelona. Des del 2010 és coordinadora del grup de recerca consolidat per la Generalitat de Catalunya «La Corona catalanoaragonesa, l'Islam i el món mediterrani» (CAIMMed). És autora de cinc monografies i editora de sis més. Ha publicat més d'una vuitantena de capítols de llibre i una quarantena d'articles de revista. Des del 2010 dirigeix la revista Anuario de Estudios Medievales. Des de juny del 2017 és membre numerària de la Secció Històrico-Arqueològica de l'Institut d'Estudis Catalans.
Les seves línies de recerca s'han orientat en quatre línies temàtiques: els contactes entre la cristiandat i l'islam, l'esclavitud i el captiveri, la construcció naval i la navegació, i els viatges i els viatgers. La seva investigació ha tingut com a marc espacial la Mediterrània occidental i com a arc cronològic els segles XIV i XV.